# Robert Merkulov
Robert Merkulov (en ruso: Роберт Викторович Меркулов, Moscú, 9 de agosto de 1931-6 de noviembre de 2022) fue un patinador de velocidad de ruso campeón de Europa en 1962, medallista de plata del Campeonato Mundial de 1956 y medallista de bronce del Campeonato Mundial de 1959. También participó en los Juegos Olímpicos de Invierno de 1956.

## Biografía
Robert Merkulov y sus dos hermanos crecieron sin padre, su madre era hilandera en el molino. Cuando era niño, jugueteaba con un lanzacohetes, sufrió una lesión grave en el hígado y pasó mucho tiempo en el hospital. En 1948 Robert se graduó de la escuela No. 529 (ahora No. 1259) en Zamoskvorechye, luego estudió en una escuela vocacional como cerrajero. Ingresó en la Facultad de Educación Física de Malakhov. En la escuela técnica comenzó a practicar patinaje entrenado por Ivan Anikanov. fue campeón de la URSS en 1959 en el evento all-around y en la distancia de 5000m, fue medallista de plata de los campeonatos de la URSS en 1955 y 1961 en el all-around, 1955 en la distancia de 5000m, 1961 en 5000m, 1962 en 1500m y 5000m , medallista de bronce de los campeonatos de la URSS en 1963 en general, 1954 5000m y 10000m, 1955 10000m, 1959 10000m, 1961 500m y 1500m. Desde 1954 había competido en eventos internacionales. Jugó para la sociedad deportiva " Spartak ". Fue miembro del Presidium de la Asociación Interregional de Veteranos del Patinaje en Rusia (MOVKSR).

## Reconocimientos
- Ciudadano de Honor de Oslo.[5]
- Maestro de los Deportes en la URSS en 1956.